# ویلیام کنتریج
ویلیام کنتریج (انگلیسی: William Kentridge؛ زادهٔ ۲۸ آوریل ۱۹۵۵) یک کارگردان فیلم، هنرمند، مجسمه‌ساز نقاش، کارگردان هنری، و نویسنده یهودی اهل آفریقای جنوبی است.
او به‌سبب طراحی‌ها، نقاشی‌ها و فیلم‌های کارتونی‌اش شهرت دارد.
وی همچنین برندهٔ جوایزی همچون جایزه کیوتو شده‌است.